# Renanthera histrionica
Renanthera histrionica är en orkidéart som beskrevs av Heinrich Gustav Reichenbach. Renanthera histrionica ingår i släktet Renanthera och familjen orkidéer. Inga underarter finns listade i Catalogue of Life.